# Charles Thias
Charles Henry Robert Thias (Illinois, 1879. november 15. – San Francisco, 1922. november 19.) olimpiai bronzérmes amerikai kötélhúzó.
Az 1904. évi nyári olimpiai játékokon indult kötélhúzásban a St. Louis Southwest Turnverein No. 2 színeiben, de az amerikai válogatotthoz tartoztak. Rajtuk kívül még 3 amerikai klub és két ország indult (görögök és dél-afrikaiak). A verseny egyenes kiesésben zajlott.